# Es Migjorn Gran
Es Migjorn Gran település Spanyolországban, a Baleár-szigeteken. Es Migjorn Gran Alaior, Ferreries és Es Mercadal községekkel határos. Lakosainak száma 1690 fő (2024).

## Népesség
A település népessége az elmúlt években az alábbi módon változott:
| Lakosok száma | 1204 | 1300 | 1503 | 1523 | 1526 | 1470 | 1419 | 1405 | 1500 | 1690 |
|               | 2001 | 2004 | 2006 | 2009 | 2011 | 2014 | 2016 | 2019 | 2021 | 2024 |